# Britisch-Somaliland
Britisch-Somaliland war von 1884 bis 1960 ein britisches Protektorat auf dem Gebiet des heutigen Nordsomalia bzw. des faktisch autonomen Somaliland. Das Gebiet war 176.113 km² groß und hatte 1955 etwa 640.000 Einwohner.

## Geschichte
Großbritannien hatte 1827 einen ersten Schutzvertrag mit einem lokalen Clan an der Nordküste des von Somali bewohnten Gebietes abgeschlossen und seit 1839 Abgesandte in den Hafenstädten Zeila und Berbera stationiert, um die Seehandelsrouten durch das Rote Meer nach Indien zu sichern. Von 1884 bis 1886 schloss es weitere Verträge mit verschiedenen Clans und sicherte sich damit das Gebiet, das vorwiegend von nomadischen Somali-Viehzüchtern aus den Clans der Isaaq sowie Dir und Darod bewohnt war. 
Von 1884 bis 1898 wurde das Protektorat von Bombay aus verwaltet und stand in enger Verbindung mit der Provinz Aden (späteren Kolonie Aden). Die Grenzen von Britisch-Somaliland wurden in Verträgen mit Italien (1894) und Abessinien (1897 und 1954) festgelegt. Bereits 1888 wurde mit Frankreich ein Abkommen getroffen. Dabei wurde u. a. die Insel Musha im Golf von Tajura zum Preis von zehn Säcken Reis von der indischen Regierung gekauft und abgetreten. Danach wurde Britisch-Somaliland vom Foreign Office und ab 1905 vom Colonial Office verwaltet.
Die Briten nutzten die Kolonie als Militärstützpunkt und Versorgungsstation für Schiffe und etablierten vor allem einen umfangreichen Exporthandel mit Lebendvieh, das sie zur Versorgung ihrer nahegelegenen Kolonie Aden brauchten. Verwaltungssitz der Kolonie war bis 1942 die Hafenstadt Berbera, über die diese Exporte abgewickelt wurden. Im Landesinneren führte der wachsende Handel dazu, dass sich Hargeysa und Burao als größere Orte und Handelszentren herausbildeten. Der Viehexport als bedeutender Wirtschaftsfaktor blieb über die Kolonialzeit hinaus erhalten, da ab den 1950ern eine hohe Nachfrage aus den durch Erdölförderung wohlhabend gewordenen arabischen Staaten nach somalischem Vieh aufkam.
An einer umfangreicheren Kontrolle und Entwicklung ihres Somaliland waren die Briten – im Unterschied zu den Italienern im angrenzenden Italienisch-Somaliland – kaum interessiert. Sie beschränkten sich weitgehend auf eine indirekte Herrschaft über das Gebiet, investierten kaum in seine Entwicklung und griffen wenig in die inneren Verhältnisse ein. So blieben lokale Strukturen wie die Ältestenräte (guurti), die traditionell für Friedensstiftung zwischen den Clans zuständig sind, weitgehend erhalten.
Nicht alle Clans unterstellten sich der Fremdherrschaft widerstandslos. Für Unmut sorgte dabei insbesondere der Grenzvertrag mit Abessinien von 1897, der Abessiniens Hoheit über den Ogaden einschließlich des bedeutenden Weidelandes im Haud-Gebiet anerkannte. Zwischen 1899 und 1920 führten insbesondere die Dolbohanta (Dhulbahante)-Darod unter Mohammed Abdullah Hassan einen religiös und nationalistisch motivierten Guerillakrieg gegen die Kolonialherrschaft. Im Laufe dieses Krieges, verbunden mit einer Hungersnot 1911/12, kam etwa ein Drittel der Bevölkerung um.
Die neue ins Amt gelangte Regierung Baldwin bot im August 1934 ihrem kurzzeitigen Verbündeten in der Stresa-Front, Mussolini, den Ogaden an. Gleichzeitig sollte Abessinien durch einen Landstreifen als Korridor zum Hafen Zeila entschädigt werden.
Im Spätsommer 1940 besetzte das faschistische Italien im Rahmen seines Ostafrikafeldzugs Britisch-Somaliland. Im Frühjahr 1941 eroberte Großbritannien Britisch-Somaliland zurück und unterstellte es zusammen mit dem ebenfalls eroberten Italienisch-Somaliland bis 1950 einer Militärverwaltung. Deren Sitz wurde ab 1942 Hargeysa. Die Somali wurden nun in die Verwaltung einbezogen, ab 1947 bestand ein Advisory Council aus lokalen Vertretern, die einmal jährlich zusammentraten.
Mit der Rückeroberung Britisch-Somalilands 1941 wurde der Ostafrikanische Schilling als Währung eingeführt.
1950 wurde Italienisch-Somaliland als Italienisches Treuhandgebiet Somalia an Italien zurückgegeben, während Britisch-Somaliland als Kolonie bei Großbritannien blieb. 1957 wurde die politische Beteiligung der Lokalbevölkerung erweitert, indem ein Exekutivrat (Executive Council) und ein Legislativrat (Legislative Council) gebildet wurden. Diese wurden teils gewählt und teils vom Gouverneur ernannt. Bei den ersten Wahlen zum Legislativrat im Februar 1960 erhielt die Partei „Somalische Nationale Liga“ 20 von 33 Sitzen.
Als die Unabhängigkeit Italienisch-Somalilands für den 1. Juli 1960 angesetzt war, forderte der Legislative Council die rasche Unabhängigkeit Britisch-Somalilands, um eine Vereinigung mit Italienisch-Somaliland als Schritt zur Einigung aller Somali in einem Staat zu erreichen. Innerhalb von zwei Monaten wurde die Unabhängigkeit vorbereitet und schließlich am 26. Juni 1960 gewährt, fünf Tage später erfolgte der Zusammenschluss mit Italienisch-Somaliland zum Staat Somalia.